# Leopold Koželuch
Leopold Kozeluch (alternativament també Koželuh o Kotzeluch) (Velvary, 20 de juny de 1747 - 7 de maig de 1818) fou un compositor txec
A Viena va assolir renom com a compositor, pianista i professor, i des de 1792 fins a la seva mort el 1818 va ocupar càrrecs reials com a Kammer Kapellmeister (director musical) i Hofmusik Compositor (compositor), com a successor de Wolfgang Amadeus Mozart.
La producció compositiva de Koželuch incloïa sonates i concerts per a teclat, l'instrument en el qual es va especialitzar, així com música de cambra, música coral i òpera.

## Biografia
Batejat Jan Antonín, va canviar el seu nom pel de Leopold Anton per tal de distingir-se del seu cosí i professor Jan Antonín Kozeluch (1738-1814). Es va traslladar a Praga on acab la seva formació musical a Praga amb el seu altre cosí František Xaver Dušek (1731-1799), tot continuant estudis de dret, abans de traslladar-se a Viena el 1778, on va estar assentat durant la resta de la seva carrera. De 1771 a 1778, Koželuch va escriure ballets i pantomimes que es van representar a Praga. L'èxit d'aquestes obres el va portar a abandonar els plans d'estudis de dret en favor d'una carrera musical.
El 1778, arriba a Viena on esdevé professor de Josef M Wolfram, d'Ignaz von Seyfried i de piano de Maria Theresia von Paradis, de l'arxiduquessa Elisabet de Württemberg (primera dona de l'emperador Francesc I d'Àustria) o Maria Lluïsa d'Àustria (filla de l'emperador i segona dona de Napoleó I). Wolfgang Amadeus Mozart va renunciar al seu nomenament com a organista de la cort a Salzburg després d'una disputa amb el seu patró, l'arquebisbe de Salzburg. L'arquebisbe va oferir el càrrec a Koželuch, però Koželuch es va negar, expressant més tard la seva preocupació a un amic que ell també podria haver estat víctima del que considerava maltractaments de Mozart. El 1784, Koželuch es va expandir a la publicació, i aviat va formar la seva pròpia empresa, Musikalisches Magazin, que més tard passaria a estar sota la direcció del seu germà Antonín Tomáš. Koželuch utilitzaria l'empresa, en combinació amb socis estrangers, per publicar moltes de les seves composicions.
Durant els anys 1790, les seves obres són interpretades als concerts Salomon a Londres junt amb les de Joseph Haydn.
La mort de Mozart a finals d'any va donar a Koželuch una altra oportunitat: el 1792, l'emperador Francesc II li va oferir els càrrecs de Mozart a la seva cort, Kammer Kapellmeister (director musical) i Hofmusik Compositor (compositor), i amb el doble del sou de Mozart. Koželuch romandria en els càrrecs fins a la seva mort, 1813 data en la qual Franz Krommer el reemplaça. Koželuch es va unir a una lògia maçònica el 1791, marcant una altra coincidència entre la seva carrera i la de Mozart i servint per avançar encara més dins de la societat vienesa.
La producció compositiva de Koželuch va declinar després del canvi de segle, ja que es va centrar en els seus deures judicials, l'ensenyament i el lucratiu treball d'arranjaments de cançons populars escoceses, irlandeses i gal·leses per a l'editor George Thomson. William Crotch va reflexionar sobre la reputació de Koželuch en una conferència el 1806, remarcant que s'havia "enfonsat en una negligència immerescuda" mentre que la reputació de Mozart havia gaudit d'un creixement pòstum. El 1809, Ludwig van Beethoven, un despectiu freqüent de compositors rivals, escriuria a Thomson referint-se a Koželuch com a "Miserabilis".
Koželuch va morir el 7 de maig de 1818. La seva filla, Catherina Cibbini-Kozeluch, es va convertir en una destacada pianista i compositora establerta a Viena.

## Obres
Vegeu també: Llista de composicions de Leopold Koželuch (anglès)
Koželuch va deixar al voltant de 400 composicions. Entre aquests hi ha una trentena de simfonies, vint-i-dos concerts per a piano, inclòs un concert per a piano a quatre mans, possiblement un dels millors exemples d'aquest gènere rar, dos concerts per a clarinet, vint-i-quatre sonates per a violí, seixanta-tres trios per a piano, sis quartets de corda, dos oratoris (un dels quals, Moisè in Egitto, ha estat produït i enregistrat recentment), nou cantates i diverses obres litúrgiques. Entre la seva música també hi ha òperes i obres per a ballet, que, amb l'excepció d'una òpera, encara no s'han escoltat en els últims anys. Nombrosos arranjaments seus de cançons escoceses per al col·leccionista d'Edimburg George Thomson van ser populars, i alguns d'aquests també han estat gravats.
Milan Poštolka, musicòleg, va catalogar les obres de Koželuch el 1964.

## Teclat
La producció substancial de Koželuch de composicions per a teclat va reflectir la promoció de la seva reputació com a virtuós especialitzat del teclat. Christopher Hogwood argumenta que les sonates per a teclat de Koželuch, especialment les que s'obren en tonalitats menors, "preveien substancialment... la manera tràgic-patètica" de Beethoven i Schubert, i que en elles "va crear l'idioma cantabile elogiat internacionalment". Hogwood afirma a més que "les sonates de Koželuch són, en el veritable sentit, "clàssiques", és a dir, "models per a la imitació i l'estudi" - i mostren a la perfecció precisament aquelles característiques que els teòrics requerien d'una sonata a finals del segle XVIII. segle." L'obra de sonates abasta gairebé la totalitat de la carrera de Koželuch: la primera va ser composta el 1773; els tres últims daten de després de 1810. Les sonates tenen diferents finalitats. Alguns són obres exhibicionistes; alguns són més senzills; alguns estan emesos en un estil romàntic que presagia Beethoven. En la tercera categoria, Koželuch estava component introduccions lentes en tons menors a sonates fins a 17 anys abans que Beethoven composés la seva Sonata per a piano núm. 8 ("Pathetique"), mentre que ni Mozart ni Haydn ho van fer mai. Koželuch va compondre les seves sonates per ser interpretades al nou fortpiano emergent en lloc del clavicèmbal. Al seu torn, la popularitat de les sonates va ajudar a posar de moda el fortepiano.
Sobreviuen vint-i-dos concerts de teclat de Koželuch. El musicòleg Richard Wigmore argumenta que "els falten de manera visible l'abundància melòdica, el ric color de vent fusta i els diàlegs d'estil operístic dels grans concerts vienesos de Mozart", però, tanmateix, "enganxen amb la seva gràcia límpida, la seva brillant escriptura de teclat (sovint en només dues parts). i el seu sentit de la proporció." La majoria només s'apunten per a cordes, oboès, trompas i solistes—més escassa que la partitura de Mozart dels seus concerts contemporanis—el que suggereix que les obres estaven destinades a actuacions a petita escala.

## Cambra
La música de cambra de Koželuch, especialment la seva producció de la dècada de 1790, es troba entre les més avançades de les seves obres, sovint presagiant l'expressionisme de Beethoven. El musicòleg Roger Hickman es refereix a aquest període de producció de música de cambra com a representant d'un "personatge més atrevit" per part del compositor, i argumenta que aquestes obres "han d'haver estat observades pel jove Schubert". Els únics quartets de corda de Koželuch daten d'aquest període. Un conjunt de sis publicats com Opus 32 i Opus 33, es van fer coneguts a tot Europa.

## Orquestral i coral
Koželuch probablement va compondre la majoria de les seves simfonies durant la seva primera dècada a Viena, un període en què els seus contemporanis vienesos, inclòs Mozart, es van centrar en altres gèneres. El musicòleg Allan Badley qualifica les composicions simfòniques de Koželuch com a "modestes segons els estàndards de l'època". Badley argumenta que les simfonies de Koželuch estan influenciades per les del seu professor de Praga František Xaver Dušek en la seva orquestració i organització temàtica.
Gairebé totes les obres corals de Koželuch, incloses les cantates i cinc de les seves sis òperes, s'han perdut. La seva òpera Gustav Wasa (presumiblement de 1792) es va representar a Finlàndia el 2018, per primera vegada des de la mort del compositor.

## Principals obres
- Oratori Moisès a Egipte
- 6 òperes
- 30 simfonies
- 22 concertes per a piano
- Sonates per a piano